# دانشگاه اند ونزوئلا
دانشگاه اند ونزوئلا (به اسپانیایی: Universidad de Los Andes) یک دانشگاه در ونزوئلا است.